# 가라코촌
가라코촌(唐子村)은 사이타마현 히키군 히가시마쓰야마시에 속했던 촌이다.

## 역사
- 1889년 4월 1일 - 정촌제 시행에 의해 히키군 가라코촌이 성립하였다.
- 1954년 7월 1일에  히키군 마쓰야마 정, 오카 촌, 가라코 촌, 다카사카 촌, 노모토 촌이 합병해, 히가시마쓰야마시가 되었다.